# Mistrzostwa Europy w Lekkoatletyce 1971 – bieg na 100 m przez płotki kobiet

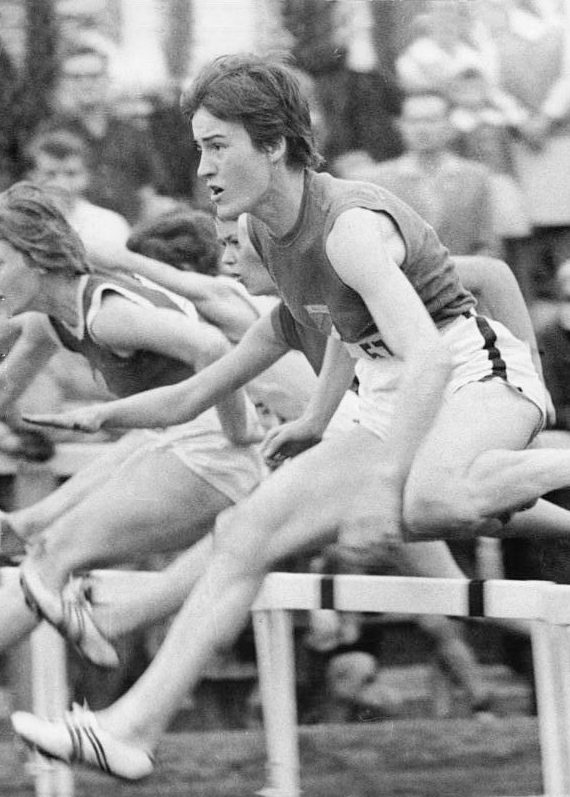
Karin Balzer

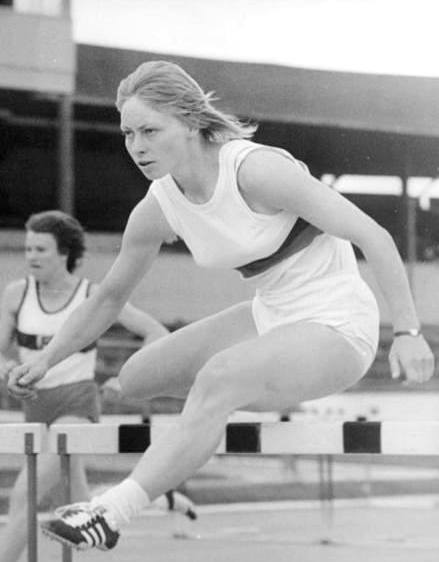
Annelie Ehrhardt

Bieg na dystansie 100 metrów przez płotki kobiet był jedną z konkurencji rozgrywanych podczas X Mistrzostw Europy w Helsinkach. Biegi eliminacyjne i półfinałowe zostały rozegrane 12 sierpnia, a bieg finałowy 13 sierpnia 1971 roku. Zwyciężczynią tej konkurencji została reprezentantka Niemieckiej Republiki Demokratycznej Karin Balzer, która była mistrzynią Europy w biegu na 80 metrów przez płotki z 1966 i w biegu na 100 metrów przez płotki z 1969. W rywalizacji wzięło udział siedemnaście zawodniczek z trzynastu reprezentacji.

## Rekordy
| Rekord świata     | Karin Balzer (GDR) | 12,6  | Berlin, NRD   | 31.07.1971 |
| Rekord Europy     | Karin Balzer (GDR) | 12,6  | Berlin, NRD   | 31.07.1971 |
| Rekord mistrzostw | Karin Balzer (GDR) | 13,29 | Ateny, Grecja | 20.09.1969 |

## Wyniki

### Eliminacje
Bieg 1
| Miejsce | Zawodniczka     | Czas  | Uwagi |
| ------- | --------------- | ----- | ----- |
| 1       | Valeria Bufanu  | 13,46 | Q     |
| 2       | Teresa Nowak    | 13,56 | Q     |
| 3       | Gun Olsson      | 14,04 | Q     |
| 4       | Sirkka Norrlund | 14,05 | Q     |
| 5       | Jeanne Schoebel | 14,30 | Q     |
| 6       | Sheila Garnett  | 15,15 |       |

Bieg 2
| Miejsce | Zawodniczka         | Czas  | Uwagi |
| ------- | ------------------- | ----- | ----- |
| 1       | Karin Balzer        | 13,30 | Q CR  |
| 2       | Danuta Straszyńska  | 13,50 | Q     |
| 3       | Margit Bach         | 13,62 | Q     |
| 4       | Ileana Ongar        | 14,51 | Q     |
| 5       | Ingunn Einarsdóttir | 15,92 | Q     |

Bieg 3
| Miejsce | Zawodniczka          | Czas  | Uwagi |
| ------- | -------------------- | ----- | ----- |
| 1       | Annelie Ehrhardt     | 13,29 | Q CR  |
| 2       | Teresa Sukniewicz    | 13,38 | Q     |
| 3       | Tatjana Połubojarowa | 13,53 | Q     |
| 4       | Meta Antenen         | 13,54 | Q     |
| 5       | Jacqueline André     | 14,44 | Q     |
| 6       | Margaret Murphy      | 15,09 | q     |

### Półfinały
Półfinał 1
| Miejsce | Zawodniczka         | Czas  | Uwagi |
| ------- | ------------------- | ----- | ----- |
| 1       | Karin Balzer        | 13,20 | Q CR  |
| 2       | Valeria Bufanu      | 13,31 | Q     |
| 3       | Teresa Nowak        | 13,46 | Q     |
| 4       | Meta Antenen        | 13,47 | Q     |
| 5       | Margit Bach         | 13,78 |       |
| 6       | Jacqueline André    | 14,05 |       |
| 7       | Sirkka Norrlund     | 15,55 |       |
| –       | Ingunn Einarsdóttir | DNS   |       |

Półfinał 2
| Miejsce | Zawodniczka          | Czas  | Uwagi |
| ------- | -------------------- | ----- | ----- |
| 1       | Annelie Ehrhardt     | 13,11 | Q CR  |
| 2       | Danuta Straszyńska   | 13,39 | Q     |
| 3       | Teresa Sukniewicz    | 13,38 | Q     |
| 4       | Tatjana Połubojarowa | 13,56 | Q     |
| 5       | Gun Olsson           | 13,80 |       |
| 6       | Jeanne Schoebel      | 14,11 |       |
| 7       | Ileana Ongar         | 14,45 |       |
| 8       | Margaret Murphy      | 15,20 |       |

### Finał
| Miejsce | Zawodniczka          | Czas  | Uwagi |
| ------- | -------------------- | ----- | ----- |
| 1       | Karin Balzer         | 12,94 | CR    |
| 2       | Annelie Ehrhardt     | 12,96 |       |
| 3       | Teresa Sukniewicz    | 13,21 |       |
| 4       | Danuta Straszyńska   | 13,34 |       |
| 5       | Meta Antenen         | 13,35 |       |
| 6       | Teresa Nowak         | 13,46 |       |
| 7       | Valeria Bufanu       | 13,47 |       |
| 8       | Tatjana Połubojarowa | 13,69 |       |